# J·K·西蒙斯
強納森·金布爾·「J. K.」·西蒙斯（英語：Jonathan Kimble "J. K." Simmons，1955年1月9日—）是一位美国男演员，知名角色包括NBC电视剧《法律与秩序》里的Dr. Emil Skoda；HBO出品的监狱剧集《监狱风云》中的Vernon Schillinger；TNT剧集《真相追击》里的Will Pope；山姆·雷米执导的「蜘蛛侠三部曲」中的J·喬納·詹姆森。在2014年电影《爆裂鼓手》中演绎的魔鬼导师为其收获广泛好评，赢得包括美國演員工會獎最佳男配角、英國電影學院獎最佳男配角、第72届金球奖最佳男配角以及第87届奥斯卡金像奖最佳男配角等在内的许多男配角奖项。

## 生平
西蒙斯生于底特律，母亲是行政管理人员 Patricia (née Kimble) ，父亲是大学教授 Donald William Simmons。他成长于俄亥俄州的哥伦布和蒙大拿州的米苏拉，毕业于蒙大拿大学。他是西雅图话剧团成员。

## 作品列表

### 電影
- 1994：《通天大盜》-Siskel
- 1994：《王牌大聯盟》-教練助理
- 1996：《大老婆俱樂部》-聯邦元帥
- 1996：《非常手段》-Dr. Mingus
- 1997：《挑逗遊戲》-Mr. Shulman
- 1997：《Crossing Fields》-Guy
- 1997：《絕對目標—豺狼末日》-FBI探員提摩西·I·威瑟斯彭
- 1997：《真假公主－安娜塔西亞》-整體配音之一
- 1998：《名人錄》-紀念品小販
- 1998：《Above Freezing》-Hoyd
- 1999：《Hit and Runway》-Ray Tilman
- 1999：《心塵往事》-Ray Kendall
- 1999：《往日柔情》-Frank Perry
- 1999：《I Lost My M in Vegas》-Yellow（配音；短片）
- 2000：《紐約的秋天》-Dr. Tom Grandy
- 2000：《靈異大逆轉》-珀爾·強森保安官
- 2001：《危險情人》-Ted Slocum
- 2002：《蜘蛛人》-J·喬納·詹姆森
- 2003：《Disposal》-年邁的獵人（短片）
- 2003：《無關緊要》-George
- 2004：《沙漠騎兵》-水牛比爾
- 2004：《快閃殺手》-Garth Pancake
- 2004：《蜘蛛人2》-J·喬納·詹姆森
- 2005：《銘謝吸煙》-BR
- 2005：《平成狸合戰》-青左衛門（英語版配音）
- 2005：《暴力衝擊》-Agent Richards
- 2006：《預知死劫》-Vacaro
- 2006：《農民太空人》-Jacobson
- 2007：《蜘蛛人3》-J·喬納·詹姆森
- 2007：《郵政恐怖份子》-Candidate Welles
- 2007：《鴻孕當頭》-麥克·麥克古夫
- 2007：《關鍵危機》-Lee Mayer
- 2008：《布萊德彼特之即刻毀滅》-CIA督察
- 2009：《惡劣的善意》-Donald Sinclaire
- 2009：《嬌嬌女上司》-Stu Kopenhafer
- 2009：《非法戰役》-Sergeant Mitchell
- 2009：《戰慄岩役》-Lt. Col. Arson
- 2009：《尋找伴郎》-Oswald Klaven
- 2009：《樓上鄰居外星人》-Skip（配音）
- 2009：《畢業生行不行》-Roy Davies
- 2009：《壓榨》-Brian
- 2009：《型男飛行日誌》-Bob
- 2009：《辣的要命》-Mr. Wroblewski
- 2010：《4192: The Crowning Of The Hit King》-旁白
- 2010：《出獄一團糟》-Ed
- 2010：《愛的神奇符號》-Mr. Jones
- 2010：《初學者的終極指南》-Uncle Pal
- 2010：《麥克邁：超能壞蛋》-Warden（配音）
- 2010：《貓狗大戰：珍珠貓大反撲》-Gruff K-9（配音）
- 2011：《最後的嬉皮》-Henry Sawyer
- 2011：《狼心仁術》-Detective Krauss
- 2011：《Blackstone》-Detective Burke（短片）
- 2011：《半熟男女》-Mavis' Publisher（配音；未掛名）
- 2012：《跨越世紀的情書》-Mr. Jansen
- 2012：《禁運品》-Captain Redmond Camp
- 2013：《Whiplash》-樂隊老師（短片）
- 2013：《三怪傑》-J Kimball
- 2013：《賈伯斯》-Arthur Rock
- 2013：《一日一生》-Mr. Jervis
- 2013：《黑暗天際》-Edwin Pollard
- 2013：《The Heeler》-Roscoe（短片）
- 2013：《The Magic Bracelet》-The Shaman（短片）
- 2014：《進擊的鼓手》-泰倫斯·佛列契
- 2014：《赤足天使》-Dr. Bertleman
- 2014：《破發點》-Jack
- 2014：《棚車少年》-Dr. Moore（配音）
- 2014：《殺貓記》-Sheriff Hoyle
- 2014：《字作多情》-Dr. Lerner
- 2014：《雲端男女》-Mr. Doss
- 2014：《Ava & Lala》-General Tiger（配音）
- 2015：《魔鬼終結者：創世契機》-歐布萊恩警探
- 2015：《老媽我最大》-Zipper
- 2015：《天壤之別》-Sebastian
- 2016：《功夫熊貓3》-阿凱（配音）
- 2016：《Still Punching the Clown》-Jay Warren
- 2016：《動物方城市》-獅明德（配音）
- 2016：《搖滾藏獒》-Khampa（配音）
- 2016：《樂來越愛你》-老闆
- 2016：《晚熟男人》-James Newmans
- 2016：《會計師》-Ray King
- 2016：《愛國者行動》-Jeffrey Pugliese
- 2017：《潛龍突擊隊》-Levin
- 2017：《雪人》-Arve Støp
- 2017：《正義聯盟》-詹姆斯·高登
- 2017：《追爸大行動》-Roland Hunt
- 2018：《一个叫小小船的男孩》-Ernest
- 2018：《棚車少年：奇異島》-Dr. Moore（配音）
- 2018：《爆料世代》-Bill Dixon
- 2019：《Fanboy》-J.K. / Frank Perry（短片）
- 2019：《蜘蛛人：離家日》-J·喬納·詹姆森（客串）
- 2019：《和爸爸在一起的3天》-Joey
- 2019：《克勞斯：聖誕節的秘密》-Klaus / Sarge（配音）
- 2019：《暴走曼哈頓》-Captain Matt McKenna
- 2021：《棕榈泉》-Roy Schlieffen
- 2021：《明日戰爭》-James Forester
- 2021：《老妈的奇葩任务》-Carl
- 2021：《猛毒2：血蜘蛛》-J·喬納·詹姆森（未掛名客串）
- 2021：《魔鬼剋星 未來世》-Ivo Shandor
- 2021：《成為里卡多之路》-威廉·弗勞利
- 2021：《國家冠軍》-Coach James Lazor
- 2021：《蜘蛛人：無家日》-J·喬納·詹姆森
- 2022：《酷狗馬馬杜》-Zeus
- 2022：《救難小福星》-Captain Putty（配音）
- 2022：《榮耀》-Ghatanothoa（配音）
- 2022：《蝙蝠女孩》-詹姆斯·高登（取消發行電影）
- 2023：《小兄弟》-Warren Duffy
- 2023：《一日雄獅》-Walter Boggs
- 2023：《疯狂拉力赛》-Gnash（配音）
- 2023：《蜘蛛俠：飛躍蜘蛛宇宙》-J·喬納·詹姆森（配音）
- 2023：《冒险兄弟：狒狒之心的鲜血光芒四射》-Ben（配音）
- 2024：《當我們盟在一起》-Tom Brennan
- 2024：《二号陪审员》-Harold
- 2024：《紅色一號》-聖誕老人
- 2025：《會計師2》-Ray King

### 電視
- 1986：《大力水手多勒》-在公園的巡警（電視電影）
- 1994：《法網遊龍》-Jerry Luppin（1集）
- 1995：《紐約新聞》（1集）
- 1995：《大皮和小皮的冒險》-Barber Dan（1集）
- 1996：《情理法的春天》-Col. Alexander Rausch（1集）
- 1996：《史威夫特正義》-Mel Turman（1集）
- 1996，1998：《紐約臥底警探》-Sgt. Treadway / Dr. Emil Skoda（2集）
- 1997：《Face Down》-Herb Aames（電視電影）
- 1997：《政界小人物》-Kevin Travis（1集）
- 1997-2003：《監獄風雲》-Vernon Schillinger（56集）
- 1997-2010：《法網遊龍》-Dr. Emil Skoda（45集）
- 1998：《廣播年代》-Captain Amazon（1集）
- 1999：《週六夜現場》-Vernon Schillinger（1集）
- 2000：《城市守護者第三梯隊》-Frank Hagonon（1集）
- 2000-2001：《法網遊龍：特案組》-Dr. Emil Skoda（6集）
- 2002：《戰爭之路》-CIA Briefer（電視電影）
- 2002：《法網遊龍：犯案動機》-Dr. Emil Skoda（1集）
- 2003：《我是誰》-Lucas Doya（1集）
- 2003：《雪山鎮》-Phil Drebbles（1集）
- 2004：《車神的故事》-Ralph Earnhardt（電視電影）
- 2004：《急診室的春天》-Gus Loomer（1集）
- 2004：《The D.A.》-Dep. Dist. Atty. Joe Carter（2集）
- 2004：《失蹤現場》-Mark Wilson（1集）
- 2004：《陪審團》-Ron Stalsukilis（1集）
- 2004：《整形春秋》-Ike Connors（1集）
- 2004-2006：《無限正義聯盟》-韋德·艾靈將軍（配音，5集）
- 2005：《發展受阻》-General Anderson（1集）
- 2005：《傑克和鮑比》-Cyrus Miller（1集）
- 2005：《數字搜查線》-Dr. Clarence Weaver（1集）
- 2005-2012：《結案高手》-包維爾（109集）
- 2006：《白宮風雲》-Harry Ravitch（1集）
- 2006-2007：《辛普森家庭》-Tabloid Editor（配音，2集）
- 2007：《魂歸傷膝谷》-詹姆斯·麥勞克林（電視電影）
- 2007：《至高皇后區》-Ernest Fingerman（1集）
- 2007：《麻辣女孩》-Martin Smarty（配音，3集）
- 2007-2011：《特工老爹》-法官 / McCreary（配音，3集）
- 2008：《飛哥與小佛》-JB（配音，1集）
- 2008：《Ben 10 外星英雄》-Magister Ghilhil（配音，1集）
- 2009：《阿嗨大冒險》-海神 / 船長（配音，4集）
- 2009-2010：《我為聚會狂》-Leonard Stiltskin（2集）
- 2010：《囧男窘事》-O'Flaherty Sr.（配音，1集）
- 2010：《蝙蝠俠智勇悍將》-Evil Star（配音，1集）
- 2010：《Ben 10 終極英雄》-Magister Ghilhil（配音，1集）
- 2010-2013：《機械戰士REX》-白爵士（配音，34集）
- 2011：《反恐也瘋狂》-Frank Forrest（1集）
- 2011：《凸搥奶爸》-Bruce Chance（1集）
- 2011：《沙漠車王》-旁白（10集）
- 2011-2013：《胖胖狗》-Lieutenant Rock / Mr. Withers（配音，2集）
- 2011-2014：《機器雞》-Vern Schillinger / Master Chief（配音，2集）
- 2012：《死黨》-Don（1集）
- 2012：《復仇者聯盟：史上最強英雄戰隊》-J·喬納·詹姆森（配音，1集）
- 2012：《冒險兄弟》-Ben（配音，1集）
- 2012-2014：《降世神通：柯拉傳說》-坦辛（配音，41集）
- 2012-2015：《終極蜘蛛俠》-J·喬納·詹姆森（配音，39集）
- 2012-2014：《職場四少》-P. J. Jordan（5集）[7]
- 2013：《漫威超級英雄：極限超載》-J·喬納·詹姆森（配音，電視特別節目）
- 2013：《公園與遊憩》-Mayor Stice（1集）
- 2013：《家庭工具》-Tony Shea（10集）
- 2013-2015：《復仇者集結》-J·喬納·詹姆森（配音，5集）
- 2013-2015：《浩克與SMASH特工隊》-J·喬納·詹姆森（配音，10集）
- 2014：《家庭指南》-Mel Fisher（13集）
- 2014：《嘻哈熊男》-Gary Cullens（配音，1集）
- 2014-2015：《馬男波傑克》-Lennie Turtletaub（配音，7集）
- 2015-2016：《神秘小鎮大冒險》-Ford Pines（配音，7集）
- 2015：《超級雷射光》-President Whitewall（配音，6集）
- 2015：《週六夜現場：剪掉的時光》-Grandpa（1集）
- 2016：《间谍亚契》-Det. Bob Harris（配音，4集）
- 2017：《海綿寶寶》-Conductor Maestro Mackerel（配音，1集）
- 2017：《超級豪宅》-他自己（配音，1集）
- 2017–2019：《搞事警察》-Leo（4集）
- 2017–2019：《相對宇宙》-Howard Silk（20集）
- 2018：《Farmers Insurance: Vengeful Vermin》-Prof. Burke（電視電影）
- 2019：《金牌評論員》-Matt "The Bat" Hardesty（4集）
- 2019：《美眉校探》-Clyde Pickett（7集）
- 2019、2021：《TheDailyBugle.net》-J·喬納·詹姆森（主持人；網路劇）
- 2020：《荒唐分局》-Frank Dillman（1集）
- 2020：《捍衛雅各》-Billy Barber（5集）
- 2020：《新冠病毒解码》-旁白（配音，1集）
- 2020：《家庭電影：公主新娘》-外公（1集）
- 2020：《末日逼近》-General Starkey（1集）
- 2021-：《無敵少俠》-諾蘭·葛瑞森／全能人（配音）
- 2021：《北方極樂園》-Tusk Johnson（配音，1集）
- 2021：《無盡列車》-Pig Baby / Pig Toddler（配音，3集）
- 2021：《律政巨人》-George Zax（8集）
- 2022：《夜空》-Franklin York（8集）